# کری شولر
کری شولر (انگلیسی: Carey Schueler؛ زادهٔ تاریخ ورودی نامعتبر است) بازیکن بیس‌بال اهل ایالات متحده آمریکا است.